# 李保田
李保田（1946年11月28日—），中国内地男演员，曾任中央戏剧学院教师。

## 生平
1946年出生于江苏省徐州市铜山县（今江苏省徐州市贾汪区），父亲李勇为八路军的老革命，13岁时，不顾父亲反对，只身前往南京，进入江苏省戏曲学校学艺，1960年转入徐州地区柳子剧团（后并入徐州地区文工团），成为团内台柱，27岁时已担任文工团的业务团长。
1978年，李保田考入中央戏剧学院导演干部进修班，毕业后留校任教。1983年，出演首部电影《闯江湖》，饰演丑角艺人张乐天。1985年，主演电影《流浪汉与天鹅》。1988年，凭电影《人鬼情》获得第8届中国电影金鸡奖最佳男配角奖，凭《葛掌柜》获得第8届中国电视剧飞天奖优秀男主角奖。
1991年，首次和导演张艺谋合作，出演电影《菊豆》中男主角“杨天青”，大受好评，1993年，在电影《凤凰琴》中饰演山区民办教师余校长一角，相继获得当年广播电影电视部优秀影片奖“最佳男演员”奖，以及第14届中国电影金鸡奖、第17届大众电影百花奖“最佳男主角”奖。1995年，出演张艺谋电影《摇啊摇，摇到外婆桥》，是其首次饰演反面角色。
1996年，主演古装剧《宰相刘罗锅》在全国热播，该剧令其为观众所熟知，并获得第14届大众电视金鹰奖最佳男主角奖。1998年，凭借与张艺谋三度合作的电影《有话好好说》，获得第21届大众电影百花奖最佳男配角奖。
1999年至2001年是李保田电视剧创作的高产期，其相继主演了不同题材的电视剧，如《警察李“酒瓶”》《万家轶事》《村主任李四平》《大清药王》等。2003年，主演的电视剧《神医喜来乐》将其演艺事业推向另一高峰，其凭借该作品一举获得第23届中国电视剧飞天奖优秀男演员奖、第21届中国电视金鹰奖观众最喜爱男演员、中国金鹰电视艺术节最具人气男演员奖、最佳表演艺术男演员奖等多个奖项。
2005年，因主演的电视剧《钦差大臣》被制作公司由30集拉长至33集，李保田痛斥该剧“注水”，并将制作公司告上法庭，此举令李保田与业界的矛盾白热化，李保田被称为“戏霸”，十余家影视公司负责人声称“共同声讨李保田”，法院一审判决李保田胜诉，获赔190万元，制作公司不服，提出上诉，北京市二中院终审判决李保田败诉，需返还投资方30万元酬金。
2010年代后逐渐淡出演艺圈，出版画册《李保田作品》及《自说自画：李保田》。2020年，在第30届中国电视金鹰奖颁奖晚会上获颁发“中国文联终身成就电视艺术家”奖。

## 家庭
李保田的妻子是演員胡瑛，長子是演員李彧，女兒是演員胡水（從母姓）。

## 作品

### 电影
| 年份 | 中文名                 | 角色           | 备注 |
| ---- | ---------------------- | -------------- | ---- |
| 1983 | 《闯江湖》             | 张乐天         |      |
| 1985 | 《流浪汉与天鹅》       | 流浪汉抹桌     |      |
| 1985 | 《老君寨奇闻》         | 客串           |      |
| 1987 | 《别叫我疤痢》         | 客串           |      |
| 1987 | 《贞女》               | 客串           |      |
| 1987 | 《人鬼情》             | 秋芸的父亲     |      |
| 1988 | 《荒原杀手》           | 赵枫           |      |
| 1990 | 《菊豆》               | 杨天青         |      |
| 1992 | 《过年》               | 父亲           |      |
| 1993 | 《中国人》             | 客串           |      |
| 1993 | 《葛老爷子》           | 葛爷           |      |
| 1994 | 《凤凰琴》             | 余校长         |      |
| 1994 | 《火船》               | 客串           |      |
| 1996 | 《摇啊摇，摇到外婆桥》 | 唐老大         |      |
| 1996 | 《有话好好说》         | 张秋生         |      |
| 1997 | 《离婚了，就别来找我》 | 客串           |      |
| 2006 | 《马背上的法庭》       | 客串           |      |
| 2012 | 《夜莺》               | 志根           |      |
| 2015 | 《北京时间》           | 时长工（老年） |      |
| 2018 | 《大路朝天》           | 唐金泉         |      |
| 2021 | 《寻汉计》             | 姥爷           |      |

### 电视剧
| 年份 | 中文名                 | 角色     |
| ---- | ---------------------- | -------- |
| 1986 | 《葛掌柜》             |          |
| 1988 | 《师魂》               |          |
| 1989 | 《好男好女》           | 李金斗   |
| 1991 | 《大路朝天》           |          |
| 1992 | 《山不转水转》         |          |
| 1995 | 《宰相刘罗锅》         | 刘墉     |
| 1997 | 《鸦片战争演义》       | 道光帝   |
| 1998 | 《烟壶》               | 九贝勒爷 |
| 1999 | 《生死两周半》         |          |
| 1999 | 《大清药王》           | 乐阔海   |
| 1999 | 《村主任李四平》       |          |
| 2000 | 《石瀑布》             | 林连长   |
| 2000 | 《警察李酒瓶》         | 李久平   |
| 2001 | 《神医喜来乐》         | 喜来乐   |
| 2002 | 《跃龙门》             | 张伯行   |
| 2003 | 《王保长新篇》         | 王保长   |
| 2004 | 《御前双雄》           | 九王爷   |
| 2005 | 《巡城御史鬼难缠》     | 桂阑栅   |
| 2005 | 《钦差大臣》           | 錢奎     |
| 2005 | 《厨子当官》           | 石竹香   |
| 2007 | 《王保长新篇2》        | 王保长   |
| 2009 | 《永不回头》           |          |
| 2009 | 《南北大状》           | 纪学礼   |
| 2010 | 《丑角爸爸》           |          |
| 2011 | 《杨乃武与小白菜冤案》 | 刘锡彤   |
| 2011 | 《小洋楼》             |          |
| 2013 | 《神医喜来乐传奇》     | 喜来乐   |

## 奖项
| 年份 | 作品             | 奖项                                     | 是否得奖 | 备注（授奖对象） |
| ---- | ---------------- | ---------------------------------------- | -------- | ---------------- |
| 1985 | 《流浪汉与天鹅》 | 中华人民共和国文化部优秀影片奖           | 獲獎     | 该片             |
| 1988 | 《葛掌柜》       | 第8届中国电视剧飞天奖最佳男主角          | 獲獎     | 个人             |
| 1988 | 《人鬼情》       | 第8届中国电影金鸡奖最佳男配角            | 獲獎     | 个人             |
| 1988 | 《师魂》         | 中国电视剧飞天奖一等奖                   | 獲獎     | 该片             |
| 1990 | 《过年》         | 大众电影百花奖最佳故事片                 | 獲獎     | 该片             |
| 1991 | 《菊豆》         | 第43届法国戛纳电影节特别奖               | 獲獎     | 该片             |
| 1991 | 《菊豆》         | 芝加哥国际电影节·金雨果奖                | 獲獎     | 该片             |
| 1991 |                  | 第4届东京国际电影节评委特别奖            | 獲獎     | 该片             |
| 1992 | 《葛老爷子》     | 长春电影节最佳影片金奖                   | 獲獎     | 该片             |
| 1993 | 《凤凰琴》       | 华表奖最佳男演员                         | 獲獎     | 个人             |
| 1994 | 《凤凰琴》       | 第17届大众电影百花奖最佳男演员           | 獲獎     | 个人             |
| 1994 | 《凤凰琴》       | 第14届中国电影金鸡奖最佳男主角           | 獲獎     | 个人             |
| 1996 | 《宰相刘罗锅》   | 第14届中国电视金鹰奖最佳男主角           | 獲獎     | 个人             |
| 1998 | 《有话好好说》   | 第21届大众电影百花奖最佳男配角           | 獲獎     | 个人             |
| 2000 |                  | 北京市十大老艺术家                       | 獲獎     | 个人             |
| 2000 |                  | 第18届中国电视金鹰奖观众最喜爱优秀演员奖 | 獲獎     | 个人             |
| 2000 |                  | 第18届中国电视金鹰奖观众最喜爱的艺术家   | 提名     | 个人             |
| 2001 | 《警察李酒瓶》   | 第19届中国电视金鹰奖观众最喜爱的男演员   | 獲獎     | 个人             |
| 2003 | 《神医喜来乐》   | 第23届飞天奖优秀男演员                   | 提名     |                  |
| 2003 | 《神医喜来乐》   | 第21届金鹰奖最喜爱的男演员               | 獲獎     |                  |
| 2003 | 《神医喜来乐》   | 第21届金鹰奖最具人气男演员               | 提名     |                  |
| 2003 | 《神医喜来乐》   | 第21届金鹰奖最佳表演艺术男演员           | 獲獎     |                  |
| 2014 | 《夜莺》         | 第11届电影频道传媒大奖最佳男主角奖       | 獲獎     |                  |
| 2014 | 《夜莺》         | 第1届中澳国际电影节最佳男主角奖          | 獲獎     |                  |
| 2020 |                  | 第30届中国电视金鹰奖终身成就电视艺术家奖 | 獲獎     |                  |